# Dragove
Dragove es una localidad de Croacia situada en el municipio de Sali, en el condado de Zadar. Según el censo de 2021, tiene una población de 18 habitantes.
Está situada en la parte noroeste de la isla Dugi, sobre la ruta regional que recorre toda la isla.

## Demografía
| Gráfica de población de Dragove 1857-2011                          |
|                                                                    |
| Según los censos de población de la Oficina de Estadísticas Croata |